# Gikasjön
Gikasjön är en sjö i Vilhelmina kommun i Lappland och ingår i Ångermanälvens huvudavrinningsområde. Sjön är 19,5 meter djup, har en yta på 2,93 kvadratkilometer och är belägen 557 meter över havet. Sjön avvattnas av vattendraget Ångermanälven.

## Delavrinningsområde
Gikasjön ingår i det delavrinningsområde (722414-146506) som SMHI kallar för Utloppet av Gikasjön. Medelhöjden är 729 meter över havet och ytan är 25,02 kvadratkilometer. Räknas de 54 avrinningsområdena uppströms in blir den ackumulerade arean 680 kvadratkilometer. Avrinningsområdets utflöde Ångermanälven mynnar i havet. Avrinningsområdet består mestadels av skog (56 procent) och kalfjäll (31 procent). Avrinningsområdet har 2,93 kvadratkilometer vattenytor vilket ger det en sjöprocent på 11,7 procent.